# دستور پشوتن بهرام سنجانا
دستور پشوتن بهرام سنجانا (۱۸۲۸-۱۸۹۸) پژوهشگر هندی و روحانی زرتشتی (دستور) بود. او مدیر مدرسه زرتشتی جمشیدی جیجیبوی در بمبئی و دستورِ آتشکده بهرام بود. سنجانا از پژوهشگران برجستهٔ زبان پهلوی بود. در سال ۱۹۰۴ جشن‌نامه‌ای به احترام او منتشر شد.

## آثار
- گنج شایگان
- دستور زبان پهلوی
- دین‌کرد: متن اصلی پهلوی